# Iglenik, Novo mesto
Iglenik je naselje v Občini Novo mesto.